# Кріс Мездер
Кріс Мездер (англ. Chris Mazdzer, /ˈmæzdər/) — американський саночник, олімпійський  медаліст.
Срібну олімпійську медаль  Мездер виборов у змаганнях на одиночних санях Пхьончханської олімпіади 2018 року. Він став першим і неєвропейцем, що отримав олімпійську нагороду в цій дисципліні.

## Виноски
1. 1 2  https://www.fil-luge.org/de/athleten/chris-mazdzer
2. ↑  (unspecified title) — Міжнародна федерація санного спорту.
3. ↑  Men's singles results (PDF). Архів оригіналу (PDF) за 28 лютого 2018. Процитовано 18 квітня 2018.